# Ліван на зимових Олімпійських іграх 1976
Ліван брав участь у Зимових Олімпійських іграх 1976 року у місті Інсбрук (Австрія) увосьме за свою історію, але не завоював жодної медалі.